# Lepidocolaptes fuscicapillus
El trepatroncos cabecipardo (Lepidocolaptes fuscicapillus), es una especie de ave paseriforme de la familia Furnariidae, subfamilia Dendrocolaptinae, perteneciente al numeroso género Lepidocolaptes. Es nativa de América del Sur en el sur de la cuenca amazónica.

## Distribución y hábitat
Se distribuye en las selvas húmedas, principalmente de terra firme del centro sur de la Amazonia, en Brasil al este del río Madeira y al sur del río Amazonas, y en el norte de Bolivia (Beni, Santa Cruz).

## Sistemática

### Descripción original
La especie L. fuscicapillus fue descrita por primera vez por el ornitólogo austríaco August von Pelzeln en 1868, bajo el nombre científico «Picolaptes fuscicapillus», su localidad tipo es: «Engenho do Gama, Mato Grosso.».

### Etimología
El nombre genérico masculino «Lepidocolaptes» se compone de las palabras del griego «λεπις lepis, λεπιδος lepidos»: escama, floco, y «κολαπτης kolaptēs»: picador; significando «picador con escamas»; y el nombre de la especie «fuscicapillus», se compone de las palabras del latín «fuscus»: fusco, pardo, y «capillus»: de gorra, pelos de la cabeza; significando «de cabeza parda».

### Taxonomía
De acuerdo a estudios de filogenia molecular con base en datos de ADN mitocondrial se demostró la existencia de cinco grupos recíprocamente monofiléticos en el complejo L. albolineatus, cada uno correspondiendo a taxones ya nombrados, excepto uno incluyendo aves al sur de los ríos Amazonas/Solimões y oeste del Madeira a quien se describió como la nueva especie Lepidocolaptes fatimalimae, Rodrigues et al. 2013. La distancia genética incorrecta, par a par, entre estos clados variaba desde 3.4% (entre duidae, fatimalimae, fuscicapillus, y layardi) a 5.8% (entre layardi y albolineatus). Vocalmente, estos cinco clados/taxones moleculares también probaron ser muy distintos, reforzando el argumento a su tratamiento como especies independientes. La Propuesta N° 620 al Comité de Clasificación de Sudamérica (SACC) aprobada en diciembre de 2013, reconoció la nueva especie L. fatimalimae y elevó al rango de especies plenas a las anteriormente subespecies de albolineatus Lepidocolaptes fuscicapillus, L. duidae y L. layardi.
Un amplio análisis posterior de las vocalizaciones del complejo L. albolineatus, concluyó que los estudios de Rodrigues et al. (2013) confundieran al tratar las vocalizaciones de L. layardi que en realidad serían las de la nueva especie L. fatimalimae, y comprobó que las vocalizaciones de L. fuscicapillus y L. layardi son prácticamente iguales. En la Propuesta N° 868 al SACC en julio de 2020, se aprobó el tratamiento de L. layardi como una subespecie de L. fuscicapillus, con las justificativas de vocalización comentadas y dada la ya pequeña distancia genética entre los dos taxones.

### Subespecies
Según las clasificaciones del Congreso Ornitológico Internacional (IOC) y Clements Checklist/eBird v.2021 se reconocen dos subespecies, con su correspondiente distribución geográfica:
- Lepidocolaptes fuscicapillus fuscicapillus (Pelzeln, 1868 – suroeste de la Amazonia en el interfluvio entre los ríos Madeira y Tapajós.
- Lepidocolaptes fuscicapillus layardi (P.L. Sclater), 1873 – sureste de la Amazonia brasileña al este del río Tapajós.

La forma propuesta L. f. madeirae (Chapman, 1919) no es reconocida como válida por el IOC y por Clements Checklist/eBird.